# Масканьи, Пьетро
Пье́тро Маска́ньи (итал. Pietro Mascagni; 7 декабря 1863 года, Ливорно — 2 августа 1945 года, Рим) — итальянский оперный композитор.

## Биография
Начал учиться музыке в своём родном городе, преодолевая ожесточённое сопротивление своего отца, прочившего сыну карьеру юриста; первым наставником Масканьи стал с 1876 года Альфредо Соффредини, обнаруживший в своём ученике незаурядное дарование и значительно повлиявший на него. Далее обучался в Миланской консерватории. Первое время работал дирижёром в различных театрах. Известность приобрёл после написания оперы «Сельская честь» по пьесе Джованни Верга. Её впервые поставили в театре «Костанци», в Риме в 1890 году. Она стала одной из первых, создавших в оперном искусстве направление веризм. «Сельская честь» Масканьи имела огромный успех у публики, завоевала сцены театров Европы, Москвы и Санкт-Петербурга. В центре произведения — трагическая история любви. Сочинение Масканьи невелико по размерам — всего одно действие, все события происходят в один день. Картины сельского праздника чередуются с лирическими партиями героев (таким построением «Сельская честь» напоминает «Кармен» Бизе). К другим известным операм Масканьи принадлежат «Ирис» (премьера в 1898 году, Рим), «Паризина» (1913 год, Милан) и «Маленький Марат» (1921 год, Рим). Кроме того, он писал оркестровую музыку, музыку к фильмам и сочинил несколько оперетт.
Как музыкальный педагог Масканьи в 1895—1902 годах возглавлял Музыкальный лицей имени Россини в Пезаро. Его учеником был основоположник футуризма в музыке Франческо Балилла Прателла. Двоюродный брат и ученик Масканьи, Марио Масканьи, также стал заметным деятелем итальянского музыкального образования.

## Произведения
- «Сельская честь» (Cavalleria rusticana) (1890)
- «Друг Фриц» (L’amico Fritz) (1891). По одноимённому роману Эркмана и Шатриана
- «Братья Ранцау» (I Rantzau) (1892). По роману «Два брата» Эркмана и Шатриана.
- «Вильям Ратклифф» (Guglielmo Ratcliff) (1895). По одноимённой пьесе Гейне
- «Сильвано» (Silvano) (1895). По новелле Альфонса Карра.
- «Дзанетто» (Zanetto) (1896)
- «Ирис» (Iris) (1898)
- «Маски» (Le maschere) (1901)
- «Амика» (Amica) (1905)
- «Изабелла» (Isabeau) (1911)
- «Паризина» (Parisina) (1913). На слова одноимённой трагедии Габриэле д’Аннунцио
- «Жаворонок» (Lodoletta) (1917). По роману «Два маленьких деревянных башмачка» Марии Луизы де ла Раме
- «Да» (Sì) (1919) — оперетта
- «Маленький Марат» (Il piccolo Marat) (1921)
- «Пинотта» (Pinotta) (1932), переработка кантаты «В шелкопрядильне» (In filanda, 1881)
- «Нерон» (Nerone) (1935). По пьесе Пьетро Коссы (Pietro Cossa)